# جان پوپلارد
جان پوپلارد (انگلیسی: John Popelard؛ زادهٔ ۲۴ نوامبر ۱۹۸۵) بازیکن فوتبال اهل فرانسه است.